# Андервуд (Айова)
Андервуд (англ. Underwood) — місто (англ. city) в США, в окрузі Поттаваттамі штату Айова. Населення — 954 особи (2020).

## Географія
Андервуд розташований за координатами 41°23′12″ пн. ш. 95°40′48″ зх. д. / 41.38667° пн. ш. 95.68000° зх. д. (41.386673, -95.680046).  За даними Бюро перепису населення США в 2010 році місто мало площу 1,19 км², з яких 1,19 км² — суходіл та 0,00 км² — водойми. В 2017 році площа становила 2,91 км², з яких 2,84 км² — суходіл та 0,07 км² — водойми.

## Демографія
Згідно з переписом 2010 року, у місті мешкало 917 осіб у 330 домогосподарствах у складі 260 родин. Густота населення становила 768 осіб/км².  Було 336 помешкань (281/км²).
Расовий склад населення:
| - 97,8 % — білих - 0,9 % — чорних або афроамериканців - 0,2 % — азіатів - 0,1 % — корінних американців |

До двох чи більше рас належало 0,9 %. Частка іспаномовних становила 1,3 % від усіх жителів.
За віковим діапазоном населення розподілялося таким чином: 33,2 % — особи молодші 18 років, 57,1 % — особи у віці 18—64 років, 9,7 % — особи у віці 65 років та старші. Медіана віку мешканця становила 35,2 року. На 100 осіб жіночої статі у місті припадало 95,5 чоловіків;  на 100 жінок у віці від 18 років та старших — 89,2 чоловіків також старших 18 років.
Середній дохід на одне домашнє господарство  становив 79 754 долари США (медіана — 74 600), а середній дохід на одну сім'ю — 84 583 долари (медіана — 77 292). Медіана доходів становила 60 000 доларів для чоловіків та 39 219 доларів для жінок. За межею бідності перебувало 5,8 % осіб, у тому числі 3,8 % дітей у віці до 18 років та 7,8 % осіб у віці 65 років та старших.
Цивільне працевлаштоване населення становило 412 особи. Основні галузі зайнятості: освіта, охорона здоров'я та соціальна допомога — 26,9 %, роздрібна торгівля — 11,7 %, будівництво — 11,2 %.